# Красненська сільська рада (Кобеляцький район)
Красненська сільська рада — колишній орган місцевого самоврядування у Кобеляцькому районі Полтавської області з центром у c. Красне.

## Населені пункти
Сільраді були підпорядковані населені пункти:
- c. Красне
- с. Гайове
- с. Грицаївка
- с. Соснівка